# Милутин Гарашанин
Вижте пояснителната страница за други личности с името Милутин Гарашанин.
Милутин Гарашанин (на сръбски: Милутин Гарашанин или Milutin Garašanin) e сръбски политик (напредняк) от времето на Милан и Александър Обреновичи, министър-председател по време на Сръбско-българската война от 1885 година. Инициатор на сръбската пропаганда в Македония. Син на сръбския национален идеолог Илия Гарашанин.

## Биография

### Образование и ранна кариера
Милутин Гарашанин е роден през 1843 година. Учи в родния си Белград, по-късно в политехническо училище в Париж и артилерийска школа в Мец. Участва като офицер в сръбско-турските войни от 1876 и от 1877–1878 година.
Гарашанин влиза в политиката още преди войните – през 1874 година, когато е избран за депутат. След войните става съосновател (заедно с Милан Пирочанац) на Прогресивната партия, която се бори с радикалите на Никола Пашич за ограничаване на парламента и засилване на княжеската (след 1882 – кралската) власт. От 1880 до 1883 година е министър на вътрешните работи в правителството на Пирочанац.

### Управление
Гарашанин оглавява изпълнителната власт през 1884 година, малко след Тимошката буна, като съвместява министър-председателския пост с ръководството на външните работи на сръбското кралство.
Обезпокоен от българското национално движение, засилено след създаването на Княжество България, Гарашанин замисля и привежда в действие мерки за организиране на сръбската пропаганда в Македония. Той повежда преговори с османското правителство за изпращане на сръбски консули и с Цариградската патриаршия за назначаване на сръбски епископи в областта. Издейства въвеждане на сръбски учебници в училищата в Османската империя и подготвя издаването на вестник в Цариград за полемика с българския печат. Планът на Гарашанин, в който България се разглежда като основен враг на сръбските национални интереси и се предвижда сътрудничество с турци и гърци срещу българските тежнения, става основа за сръбската политика по Македонския въпрос през следващите години.
През ноември 1885 година Гарашанин и крал Милан повеждат война срещу България в опит да добият териториални компенсации за териториалното уголемяване на българското княжество след Съединението с Източна Румелия. След поражението при Пирот Гарашанин съдейства за укрепването на разклатената власт на Милан, като го отклонява от намеренията му да абдикира. През юни 1887 година обаче е принуден от краля да подаде оставка, тъй като в конфликта между Милан и съпругата му Наталия застава на страната на последната.

### След оттеглянето от властта
След излизането си от властта Гарашанин се включва в споровете за конституционната реформа от 1888 година чрез вестник „Видело“, в който пропагандира (безуспешно) идеята за две законодателни камари и образователен ценз. От 1894 година до смъртта си (с прекъсване през 1895-1896, когато е председател на Скупщината) е сръбски дипломатически представител във Франция.